# 2233 Kuznetsov
2233 Kuznetsov (1972 XE1) là một tiểu hành tinh vành đai chính được phát hiện ngày 3 December 1972 bởi L. V. Zhuravleva ở Đài vật lý thiên văn Crimean. Nó được đặt theo tên Nikolai Ivanovich Kuznetsov (1911–44), một điệp viên tình báo Liên Xô.